# Aleš Ernecl
Aleš Ernecl, slovenski filozof, zgodovinar in novinar; * 2. avgust 1981, Maribor.
Avgusta 2022 je napovedal kandidaturo za predsednika republike na predsedniških volitvah 2022, vendar potrebnih 5000 podpisov ni zbral.

## Izobraževanje
Obiskoval je latinski oddelek OŠ bratov Polančičev v Mariboru, šolanje pa nato nadaljeval na Prvi gimnaziji Maribor, program klasična gimnazija. Študiral je pravo, kasneje pa dve leti filozofijo in zgodovino v Gradcu. 

## Kariera
Poleg dela v medijih je med drugim delal za Wolt, vozil Taxi in delal v Avstriji.

### Mediji
Pisal je za številne spletne medije; eden prvih je bil portal Politikis, kjer je bil nekaj časa tudi urednik. Članke je pisal tudi za Časnik in spletno stran revije Demokracija. Kasneje je šel delat v Avstrijo in ob vrnitvi začel pisati za Nova24TV ter portal V fokusu.

#### Nacionalna tiskovna agencija
Januarja 2021 je ustanovil nov spletni medij, Nacionalno tiskovno agencijo, krajše NTA. Z ustanovitvijo je postal glavni in odgovorni urednik, portal pa je začel objavljati različne članke in kolumne. Za portal so med drugim pisali Branko Grims, Alen Koman, Ana Zagožen in Bernard Brščič. Pol leta kasneje je odstopil z mesta urednika, zamenjal ga je Urban Purgar. Oktobra 2021 se je na NTA vrnil, deloval naj bi kot programski direktor. Poleti 2022 se je v celoti distanciral od Nacionalne tiskovne agencije, kot razlog je navedel zbliževanje z SDS in Novo24TV, kar je bilo v nasprotju z njegovimi izvornimi cilji. Ob tem je dodal, da do nekdanjih kolegov »ne goji nobene zamere«.

### Politika
V četrtek, 4. avgusta je Ernecl na tiskovni konferenci na portalu YouTube napovedal in predstavil kandidaturo za predsednika republike na predsedniških volitvah 2022. Poudaril je, da smisel Republike Slovenije vidi v tem, da imajo slovenski državljani in državljanke v njej privilegije, ki jih drugod nimajo. Njegovo kandidaturo je poleg drugih posameznikov javno podprl tudi Boštjan M. Zupančič, pravnik in nekdanji sodnik na Evropskem sodišču. Ker do roka ni zbral podpisov, ni mogel vložiti kandidature.